# Avantgardní metal
Avantgardní metal (anglicky Avant-garde metal), také známý jako experimentální metal je metalový hudební směr, který je charakteristický využíváním inovativních, avantgardní prvků, velkého měřítka experimentování a používání nestandardních zvuků, nástrojů a struktur skladeb.

## Seznam avantgardně metalových umělců
- Agalloch[2]
- Akphaezya
- Arcturus[1]
- Atrox[3]
- Blut aus Nord[4]
- Buckethead
- Celtic Frost[5]
- Devilish Impressions[6]
- Diablo Swing Orchestra
- Dir en grey
- Dødheimsgard[7]
- Dog Fashion Disco[1]
- Faith No More
- Gonin-ish
- Green Carnation[8]
- Kayo Dot[9]
- Kekal[10]
- Maudlin of the Well[11]
- Meshuggah[12]
- Mr. Bungle[1]
- The Ocean[13]
- Pan.Thy.Monium[14]
- Peccatum[1]
- Pin-Up Went Down
- Sigh[15]
- Sleepytime Gorilla Museum[16]
- Solefald[17]
- S.U.P.
- Tiamat[18]
- Triptykon[19]
- Ulver[20]
- Unexpect
- Ved Buens Ende[21]
- Vintersorg[1]
- Voivod[22]
- Waltari[23]